# Jon Rahm
Jon Rahm Rodríguez, född 10 november 1994, är en spansk professionell golfspelare som sedan 2016 spelar på PGA Touren. Han har varit världens bäst rankade amatörspelare i 60 veckor. Han var bäste amatör på US Open 2016, då rankad 766 i världen. Efter segern i  PGA-tour-tävlingen CareerBuilder Challenge i januari 2018, rankades Rahm som nummer två i världen. Efter segern på Muirfield Village i juli 2020 rankades han som nummer ett i världen. 
Rahm vann som första spanjor US Open i juni 2021, vilket också blev hans första majorseger. I april 2023 vann Rahm U.S. Masters på Augusta, med fyra slags marginal före Koepka och Mickelson.

## Meriter

### Segrar på PGA Tour
| No. | Datum           | Tävling                 | Resultat        | Mot par | Segermarginal | Runner(s)-up                        |
| --- | --------------- | ----------------------- | --------------- | ------- | ------------- | ----------------------------------- |
| 1   | 29 januari 2017 | Farmers Insurance Open  | 72-69-69-65=275 | −13     | 3 slag        | Charles Howell III, Pan Cheng-tsung |
| 2   | 21 januari 2018 | CareerBuilder Challenge | 62-67-70-67=266 | −22     | Särspel       | Andrew Landry                       |

### Europatoursegrar
| No. | Datum            | Tävling                           | Resultat        | Mot par | Segermarginal | Runner(s)-up                      |
| --- | ---------------- | --------------------------------- | --------------- | ------- | ------------- | --------------------------------- |
| 1   | 9 juli 2017      | Dubai Duty Free Irish Open        | 65-67-67-65=264 | −24     | 6 slag        | Richie Ramsay, Matthew Southgate  |
| 2   | 19 november 2017 | DP World Tour Championship, Dubai | 69-68-65-67=269 | −19     | 1 slag        | Kiradech Aphibarnrat, Shane Lowry |

## Lagtävlingar
Amatör
Palmer Cup (representerade Europa): 2014, 2015
Professionell
World Cup (representerade Spanien): 2016